# Oļegs Maļuhins
Oļegs Maļuhins, né le 6 mai 1969 à Daugavpils, alors Dvinsk en URSS, est un biathlète de nationalité lettonne et d'ethnie russe (Oleg Maloukhine, Олег Малюхин).
Il a gagné une épreuve de Coupe du monde durant la saison 1998-1999.

## Palmarès

### Coupe du monde
- Meilleur classement général : 14e en 1998.
- 2 podiums individuels dont 1 victoire.

#### Détail des victoires
| Édition / Épreuve | Sprint      | Poursuite | Individuelle | Mass start | Total |
| 1998-1999         | Val-Cartier |           |              |            | 1     |
| Total             | 1           | 0         | 0            | 0          | 1     |

### Championnats du monde de biathlon d'été
- Médaille d'argent du relais en 1999, 2000 et 2001.